# Havsanemoner
Denna artikel handlar om djurordningen havsanemoner. För info om blommorna benämnda anemoner, se ranunkelväxter.
Havsanemoner (ibland sjörosor eller havsrosor, latin: Actiniaria) är en ordning av vattenlevande djur i underklassen sexstråliga koralldjur. Havsanemoner tillhör stammen nässeldjur (Cnidaria), och är därför nära besläktade med koraller och maneter. 
Havsanemonen är vanligen en polyp med stickande nässelceller i sina tentakler. Nässelcellerna kan paralysera och fånga byten, som sedan förflyttas med hjälp av tentaklerna till munnen för matspjälkning i en central hålighet.

## Anatomi
Havsanemoner är cylindriska med en storlek som varierar från 5 mm eller mindre upp till 100 mm i diameter och från 5 mm till 200 mm i längd. Munnen har en cilierad skåra, siphonoglyph, vilken leder ner vatten i svalget samtidigt som cilier på andra ställen i svalget för vatten ut ur munnen. På detta sätt tillförs syre på samma gång som avfallsprodukter avlägsnas. Cilierna ser även till att ett inre vätsketryck upprätthålls vilket förser havsanemonen med ett hydrostatiskt skelett. Svalget leder till en matsmältningsapparat som med hjälp av septa är uppdelad i kamrar som står i förbindelse med varandra. Körtelceller i gastrodermis frigör enzym som spjälkar maten. Vid de lägre ändarna av septa följer det, hos vissa havsanemoner, trådar som är försedda med nematocyter samt körtelceller. Dessa trådar kan skjutas ut genom munnen eller genom porer i kroppsväggen för att fånga byten eller för att avvärja hot. Ett annat sätt för havsanemonen att försvara sig vid fara är att, via kroppsporerna, snabbt avge vatten vilket minskar dess kroppsstorlek. Vid motsatt sida till kronan har de en fot med vilken de fäster till föremål så som stenar och dylikt. Med hjälp av denna fot kan vissa havsanemoner ändra ställning. Vissa havsanemoner är dioika och andra är monoika. Gonaderna är belägna i kanten av septa.

## Symbios
Havsanemonen har en fot/bas som den använder sig av för att fästa sig själv till stenar eller liknande. Några arter fäster sig till kelp och några simmar fritt. Eftersom havsanemonen inte är en växt och därför inte kapabel till fotosyntes själv så använder den sig av en viktig symbios med en encellig grön alg som lever i havsanemonens magceller. Dessa alger kan antingen vara zooxanthellae eller zooclorellae eller bägge. Havsanemonerna använder sig av syre och mat i form av glycerol, glukos och alanin från algerna medan algerna i sin tur är säkrade tillgång på solljus vilket havsanemonerna aktivt uppsöker.
Några havsanemoner lever också i symbios med krabbor och anemonfiskar (clownfiskar). De som lever i symbios med krabborna fäster sig till deras skal och utgör där ett skydd för krabban eftersom den är giftig och kan då i sin tur utnyttja matrester som krabban river upp. Symbiosen med clownfiskarna fungerar eftersom fiskarna har ett speciellt slemlager som skyddar dem från havsanemonens giftiga tentakler, och även här är havsanemonens fördel att den kan få matrester från fisken.

## Utbredning
De flesta havsanemoner lever vid de tropiska reven, även om det finns några som lever i kallare vatten, tidvattenrev eller kelp/sand miljöer. 

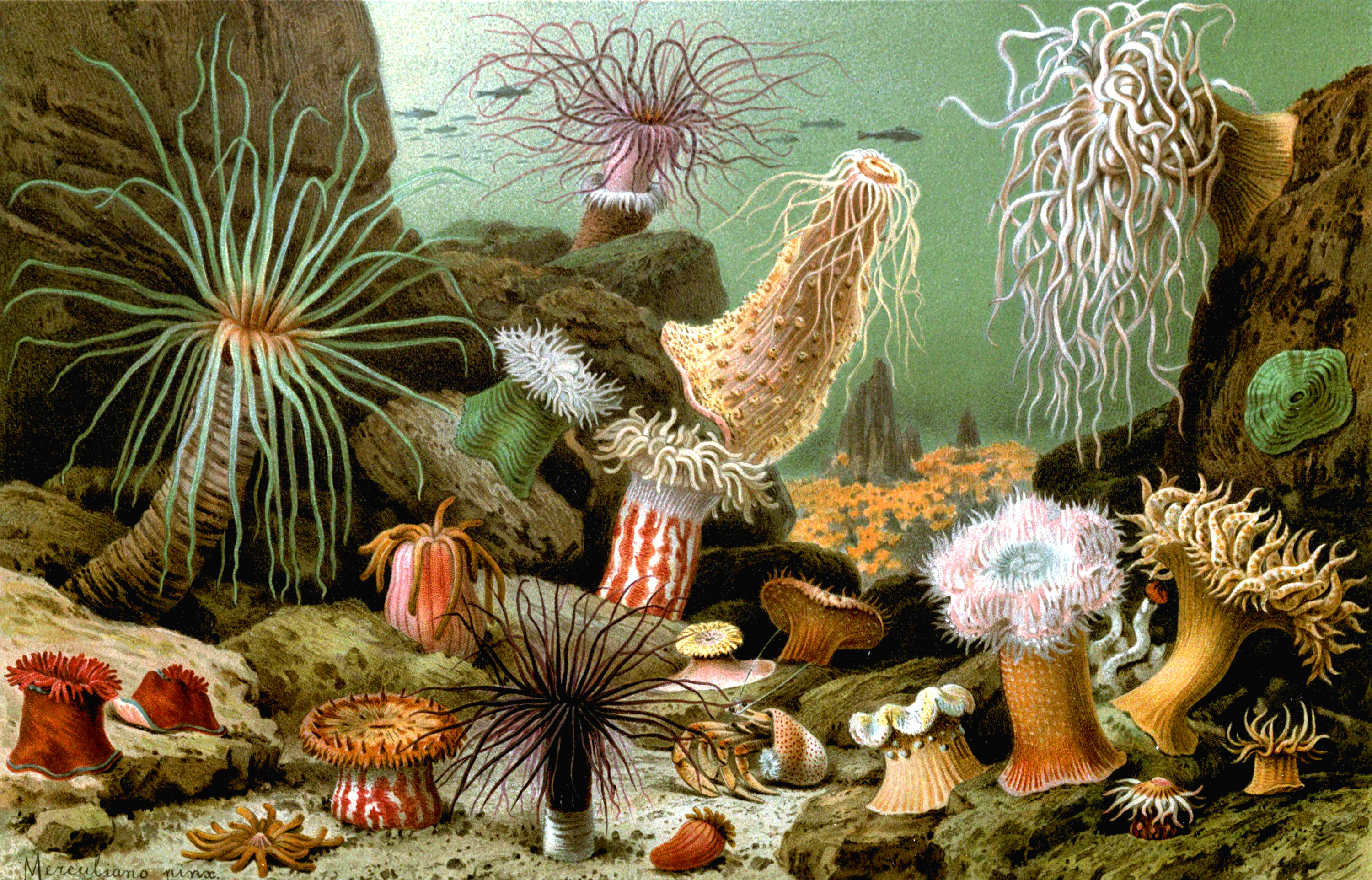

## Underordningar och släkten
- Underordning Endocoelantheae
  - Familj Actinernidae
  - Familj Halcuriidae
- Underordning Nyantheae
  - Överfamilj Athenaria
    - Familj Andresiidae
    - Familj Andwakiidae
    - Familj Edwardsiidae
    - Familj Galatheanthemidae
    - Familj Halcampidae
    - Familj Halcampoididae
    - Familj Haliactiidae
    - Familj Haloclavidae
    - Familj Ilyanthidae
    - Familj Limnactiniidae
    - Familj Octineonidae

  - Överfamilj Boloceroidaria
    - Familj Boloceroididae
    - Familj Nevadneidae

  - Överfamilj Thenaria
    - Familj Acontiophoridae
    - Familj Actiniidae
    - Familj Actinodendronidae
    - Familj Actinoscyphiidae
    - Familj Actinostolidae
    - Familj Aiptasiidae
    - Familj Aiptasiomorphidae
    - Familj Aliciidae
    - Familj Aurelianidae
    - Familj Bathyphelliidae
    - Familj Condylanthidae
    - Familj Diadumenidae
    - Familj Discosomidae
    - Familj Exocoelactiidae
    - Familj Haliplanellidae
    - Familj Hormathiidae
    - Familj Iosactiidae
    - Familj Isanthidae
    - Familj Isophelliidae
    - Familj Liponematidae
    - Familj Metridiidae
    - Familj Minyadidae
    - Familj Nemanthidae
    - Familj Paractidae
    - Familj Phymanthidae
    - Familj Sagartiidae
    - Familj Sagartiomorphidae
    - Familj Stichodactylidae
    - Familj Thalassianthidae
- Underordning Protantheae
  - Familj Gonactiniidae
- Underordning Ptychodacteae
  - Familj Preactiidae
  - Familj Ptychodactiidae